# Канелья, Роберто
Роберто Канелья Суарес (исп. Roberto Canella Suárez; 7 февраля 1988, Лавиана, Испания) — испанский футболист, защитник.

## Клубная карьера
Пройдя все уровни воспитания школы хихонского «Спортинга», Канелья в сезоне 2006/07 впервые вышел на поле за главную команду клуба. В следующем сезоне он закрепился в основе, а хихонский клуб после 10 лет отсутствия вернулся в Примеру.
Свой первый гол за «рохибланкос» Роберто забил 5 октября 2008 года в матче против «Мальорки». В сезоне 2009/10 левого бека хихонцев хотел видеть у себя сам мадридский «Реал», однако «Спортинг» отказал «сливочным».
В сезоне 2010/11 Канелья конкурировал за место левого защитника с другим воспитанником «Спортинга» Хосе Анхелем. После перехода Анхеля в «Рому» Роберто вновь стал твёрдым игроком основы.
27 июня 2014 года Канелья был арендован «Депортиво Ла-Корунья» на один год, затем он вернулся в «Спортинг», который вновь вышел в Примеру после двухлетнего отсутствия.

## Карьера в сборной
Канелья выступал за юношескую и молодёжную сборные Испании. В 2006 году он стал чемпионом Европы среди юношей до 19 лет.

## Достижения
- Чемпион Европы среди юношей: 2006